# تصحيح قطع الأسهر
تصحيح قطع القناة الدافقة (الأسهر) هو مصطلح يستخدم للإجراءات الجراحية التي تعيد توصيل الجهاز التناسلي الذكري بعد قطعه عن طريق قطع القناة الدافقة. هناك إجراءان ممكنان خلال إجراء تصحيح قطع القناة المنوية: فغر القناة الدافقة (الأسهر إلى الوصلة الأسهرية) وفغر القناة الدافقة بالبربخ (اتصال البربخ بالأسهر). على الرغم من أن قطع القناة الدافقة يعد شكلًا دائمًا من أشكال منع الحمل، فقد أدى التقدم في الجراحة المجهرية إلى تحسين نجاح إجراءات تصحيح قطع القناة الدافقة.
ماتزال الإجراءات معتمدة على التقنيات المتطورة ومكلفة، وقد لا تستعيد حالة ما قبل قطع القناة الدافقة.

## الإجراء

### التحضير
يستخدم التخدير العام بشكل أكثر شيوعًا، إذ يمنع حركة المريض التي قد تعيق الجراحة المجهرية. يمكن أيضًا استخدام التخدير الموضعي، مع أو بدون تركين. ينجز هذا الإجراء بشكل عام على أساس (الذهاب والإياب). يمكن أن يتراوح وقت العملية الفعلي من 1 إلى 4 ساعات، اعتمادًا على التعقيد التشريحي ومهارة الجراح ونوع الإجراء المنجز.

### تقييم علم الأحياء
بعد التخدير وتنظيف كيس الصفن بالماء والصابون، يكشف الأسهر من خلال شق صغير من 1 إلى 2 سم في كيس الصفن العلوي على كل جانب. يقطع الأسهر بشكل حاد إلى النصف، فوق وتحت موقع قطع الأسهر (القناة الدافقة) السابق. يستخدم كاوي دقيق خاص ثنائي القطب للتحكم بحكمة في أي نزيف. يفحص أحد طرفي الأسهر، والذي يطلق عليه النهاية البطنية، ويغسل بمحلول ملحي للتأكد من عدم انسداده أثناء مروره من كيس الصفن إلى البروستات (الأوعية الدموية). من أجل تقييم وجود انسداد محتمل فوق موقع قطع القناة الدافقة، يمكن ضغط نهاية الخصية للأسهر وفحصها بحثًا عن السوائل. يفحص هذا السائل بالمجهر للون والتناسق والحيوانات المنوية. يستخدم بعض الجراحين هذه المعلومات لتحديد ما إذا كان هناك انسداد ثانوي في البربخ أم لا.